# فرانسیس ایکومه
فرانسیس ایکومه (انگلیسی: Francis Ikome؛ زادهٔ ۴ مارس ۱۹۸۲) بازیکن فوتبال اهل ایتالیا است.
از باشگاه‌هایی که در آن بازی کرده‌است می‌توان به باشگاه فوتبال بیرامار اشاره کرد.